# Listopad 2007 w sporcie
Zobacz też: Listopad 2007 · Zmarli w listopadzie 2007 · Listopad 2007 w Wikinews

## 25 listopada

### Piłka nożna
Piłkarska reprezentacja Polski zagra w grupie 3 strefy europejskiej eliminacji MŚ 2010, które rozegrane zostaną na boiskach Republiki Południowej Afryki.
Rywalami Polski będą reprezentacje Czech, Irlandii Płn., Słowacji, Słowenii i San Marino.
Losowanie odbyło się w jednym z miast RPA, Durbanie. Kulki z karteczkami, na których wypisane były nazwy europejskich krajów wyciągali byli piłkarze – Ghańczyk Abédi Pelé i Francuz Christian Karembeu.
Skład wszystkich grup el. MŚ 2010 w strefie europejskiej:
grupa 1: Portugalia, Szwecja, Dania, Węgry, Albania, Malta
grupa 2: Grecja, Izrael, Szwajcaria, Mołdawia, Łotwa, Luksemburg
grupa 3: Czechy, Polska, Irlandia Płn., Słowacja, Słowenia, San Marino
grupa 4: Niemcy, Rosja, Finlandia, Walia, Azerbejdżan, Liechtenstein
grupa 5: Hiszpania, Turcja, Belgia, Bośnia i Hercegowina, Armenia, Estonia
grupa 6: Chorwacja, Anglia, Ukraina, Białoruś, Kazachstan, Andora
grupa 7: Francja, Rumunia, Serbia, Litwa, Austria, Wyspy Owcze
grupa 8: Włochy, Bułgaria, Irlandia, Cypr, Gruzja, Czarnogóra
grupa 9: Holandia, Szkocja, Norwegia, Macedonia, Islandia

## 21 listopada

### Piłka nożna
- Reprezentacja Polski zremisowała 2:2 z Reprezentacją Serbii w piłce nożnej. W Polskim zespole pojawili się niegrający dotąd piłkarze Wojciech Łobodziński, Marek Saganowski i Kamil Kosowski. W Belgradzie do nich dołączyli Łukasz Fabiański, Jakub Wawrzyniak i Tomasz Zahorski. Obie drużyny grały na fatalnie przygotowanej murawie stadionu Serbskiego klubu Crvenej Zvezdy Belgrad, popularnie zwanego "Marakaną". Rafał Murawski i Radosław Matusiak strzelili dwa gole Serbom i prowadziliśmy już 2:0. Niestety, moment dekoncentracji po przerwie kosztował nas stratę dwóch bramek, które strzelili Nikola Zigic oraz Danko Lazovic i mecz zakończył się remisem.
- Mecz z Serbami był ostatnim dla Polskiej Reprezentacji. Polska z dorobkiem 28 punktów weszła do turnieju finałowego z pierwszego miejsca w grupie ! Za Polakami na drugim miejscu uplasowała się Portugalia z dorobkiem 27 punktów, i także wyszła z grupy. Najskuteczniejszym strzelcem w ekipie polskiej był Euzebiusz Smolarek a trzecim w całych eliminacjach – zdobywca aż dziewięciu bramek. Cztery gole uzyskał Jacek Krzynówek, trzy – Radosław Matusiak, a po jednym aż ośmiu piłkarzy.
- W Euro 2008 zagrają reprezentacje państw: Austrii (gospodarz), Szwajcarii (gospodarz), Niemiec, Grecji (obrońca tytułu), Czech, Rumunii, Włoch, Francji, Chorwacji, Polski, Holandii, Hiszpanii, Szwecji, Turcji, Portugalii, Rosji.

## 19 listopada

### Piłka nożna
- Polacy po raz pierwszy awansowali do Mistrzostw Europy po wygranej z Belgią 2:0

## 17 listopada

### Piłka nożna
- Reprezentacja Polski odniosła zwycięstwo 2:0 nad Reprezentacją Belgii w meczu eliminacyjnym do Mistrzostw Europy w Piłce Nożnej 2008. Obie bramki strzelił Euzebiusz Smolarek w 44' i 49'. Dzięki temu zwycięstwu Polska reprezentacja zapewniła sobie awans do Mistrzostw Europy w Piłce Nożnej 2008. Pierwszy w historii awans Polaków oglądało na trybunach Stadionu Śląskiego blisko 50 tys. widzów. Ostatni mecz Polacy 21 listopada rozegrają w Belgradzie z Reprezentacją Serbii.

Drużyna trenera Leo Beenhakkera rozegrała w eliminacjach 14 meczów. Osiem wygrała, cztery zremisowała, dwa przegrała. Zdobyła 24 gole, 12 straciła.

## 1 listopada

### Łyżwiarstwo figurowe
- Początek zawodów Skate Canada, drugiej imprezy z cyklu seniorskiego Grand Prix. Zawody potrwają do 4 listopada. Nie startują w nich reprezentanci Polski.